# Léo Marjane
Thérèse Marie Léonie Gendebien, znana jako Léo Marjane, a później po prostu Marjane (ur. 26 sierpnia 1912  w Boulogne-sur-Mer, zm. 18 grudnia 2016 w Barbizon) – popularna francuska piosenkarka w latach 40. XX wieku . Śpiewała wiele standardów jazzowych i, jak sama mówiła, sprowadziła jazz do Francji wraz z Jacqueline François i Jeanem Sablonem.

## Biografia

### Dzieciństwo i młodość
Thérèse  Gendebien miała dwa lata, gdy jej rodzina, wraz z ojcem, który był kupcem jedwabiu, przeprowadziła się do Nadrenii . Dzieciństwo spędziła w Niemczech, a następnie w Austrii . Miała sześć lat, gdy zmarł jej ojciec. Uczyła się gry na skrzypcach i fortepianie w Konserwatorium Wiedeńskim. Jej rodzina mieszkała wówczas w Marsylii . Marzyła o tym, by zostać amazonką, a miłość do koni towarzyszyła jej przez całe życie, jednak bardzo wcześnie pojawiła się na scenie. ,,Chyba zawsze śpiewałam, jako mała dziewczynka, śpiewałam przed lustrem robiąc miny do swojego odbicia". Ze względu na jej kontraltowy głos ostrzegano ją, że w operze istnieje niewiele ról dla takiego głosu. Uznając, że to nie wystarczy, by się utrzymać, zwróciła się ku music-hallowi.
W wieku piętnastu lat odniosła triumf w konkursie Artistica w Alcazar w Marsylii, a w wieku szesnastu lat pod pseudonimem Rita Caroly (zapisywanym również jako Caroli lub Carolly) współtworzyła duet, który wykonywał piosenki o charakterze humorystycznym. Mimo to jej pierwszym pragnieniem było zostać adwokatką.
Bardziej prawdopodobne jest, że w ten sposób unikała mówienia o początku swojej kariery pod pseudonimem Rita Caroly, gdy wykonywała numery taneczne i akrobatyczne, czemu zaprzeczała aż do setnych urodzin: adwokatka, nie akrobatka . To kokieteryjne zachowanie bardzo bawiło mieszkańców Marsylii, którzy byli świadkami jej debiutów w dziedzinie music-hall.

### Pierwsze sukcesy na scenie
W wieku 25 lat, 20 marca 1938 w Marsylii, poślubiła piosenkarza Raymondeya (Raymond Gérard). W 1932 roku śpiewała w Kairze w kabarecie Le Perroquet, a po powrocie do Paryża, w 1933 roku w Alhambrze i w Petit Casino w 1934 roku . Przyjęła wtedy pseudonim artystyczny Léo Marjane ,,Marjane była skrótem od Marie-Jeanne". Następnie towarzyszyła mężowi w podróży do Paryża, gdzie występowała w teatrach Bobino, ABC i O'dett w 1931 roku. Wyróżniała się ciepłym i urzekającym głosem kontraltowym oraz doskonałą dykcją i bardzo nowoczesnym frazowaniem. Można przypuszczać, że imię Léo jest skrótem od Léonie, chociaż sama artystka podawała różne wersje w zależności od wywiadu.

### Pierwsze nagrania

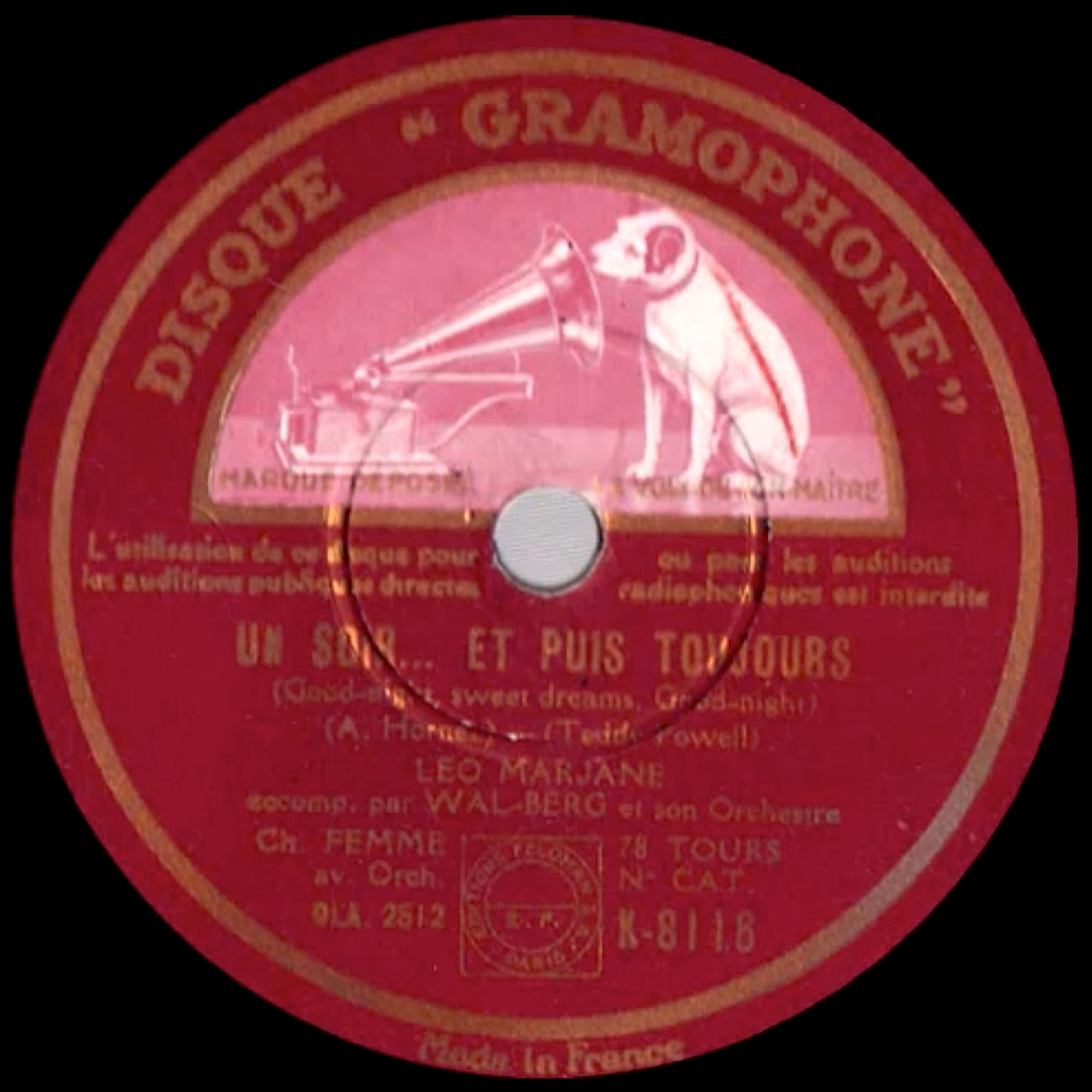
Léo Marjane ,,Pewnego wieczoru… i potem zawsze"
na płycie gramofonowej (1938).

W 1931 roku, po nieudanych próbach nagraniowych dla wytwórni Gramophone, nagrała swoje dwa pierwsze utwory dla wytwórni Columbia : Les Prisons i Paris-Noël . Następnie w 1933 roku nagrała cztery utwory dla wytwórni Ultraphone, po czym zniknęła ze studiów nagraniowych aż do 1937 roku. Léo Marjane uważała, że jej prawdziwa dyskografia zaczęła się od płyty La Chapelle, zbywając pierwsze dwie płyty gramofonowe: ,,To były tylko testy głosowe ". Świadomie pozostawała nieprecyzyjna w kwestii okresu 1932–1937, stwierdzając jedynie, że „żyła swoim życiem" w wywiadzie dla France Culture we wrześniu 2012.
Rzeczywiście, następnie nagrała C'est la barque du rêve (1938), oraz La Chapelle au clair de lune - In the Chapel in the Moonlight (po angielsku) (1937), który stał się jej pierwszym wielkim sukcesem. Ta piosenka wyniosła ją na szczyty popularności, a Jean Bérard, ówczesny dyrektor Marconiego, pilnie wezwał ją z powrotem do Paryża, podczas gdy była w trasie koncertowej po Brazylii ze swoją matką. Wróciła, by nagrać Begin the Beguine i Night and Day (1938) dla Pathé-Marconiego i rozpoczęła wielką karierę sceniczną.
Podczas nagrywania płyty w Studio Cognac Jay wpadła na pomysł, by stłumić pewne sylaby, zakrywając mikrofon jedwabną pończochą: proces okazał się tak skuteczny, że jest stosowany aż do dziś.

### Stany Zjednoczone
Następnie udała się do Stanów Zjednoczonych i podróżowała po kraju przez pięć lat. Była jedną z niewielu francuskich piosenkarek, które wykonywały adaptacje utworów amerykańskich kompozytorów, takich jak Harold Arlen, Hoagy Carmichael, Sam Coslow, Jimmy McHugh, Cole Porter, Jimmy Van Heusen, Harry Warren, Allie Wrubel i Duke Ellington.
„Mogę powiedzieć, że to ja wprowadziłam jazz do Francji. W latach trzydziestych byliśmy — Jean Sablon, Jacqueline François i ja — trzema francuskimi artystami, którzy co roku przyjeżdżali śpiewać do Stanów Zjednoczonych, gdzie każdy hotel miał swój kabaret. W ten sposób odkryłam jazz.”

### Lata okupacji
Po powrocie do Francji podczas okupacji niemieckiej, Marjane stała się jedną z największych gwiazd kraju.
Wystąpiła na koncercie Pacra w 1941 roku . Prowadziła własny kabaret L'Écrin, niedaleko Opery, a następnie Chez Léo Marjane. Występowała  także w innych modnych miejscach, takich jak Casino Montparnasse i Folies-Belleville .
W 1942 roku odniosła ogromny sukces dzięki piosence Seule ce soir, z którą utożsamiały się setki tysięcy francuskich kobiet, których mężowie byli jeńcami wojennymi w Niemczech; W ten sposób została gwiazdą.
„Właśnie zamknęłam okno,
mgła, która opada, jest lodowata,
przenika aż do mojego pokoju,
naszego pokoju, gdzie umiera przeszłość.
Jestem dziś wieczorem sama
ze swoimi marzeniami,
jestem dziś wieczorem sama
bez twojej miłości.”

### Wyzwolenie i krytyka
Po wyzwoleniu Léo Marjane została oskarżona przez Komitety Oczyszczające za śpiewanie w lokalach odwiedzanych przez niemieckich oficerów, a także w Radiu Paryż.
Została aresztowana i osądzona, a ostatecznie uniewinniona, lecz jej reputacja i wizerunek zostały trwale nadszarpnięte. Zakazano jej pracy na kilka lat po wojnie, a do 1951 roku wszystkie jej płyty przechowywane były w archiwach Radia France, opatrzone pieczątką „cenzura” .
„Nie mogłam powstrzymać Niemców przed wejściem. Byłam znana, sławna, więc nieuniknione było, że będę mieć wielu wrogów. Francuzi wstydzili się samych siebie, więc obwiniali tych, którzy byli na pierwszym planie.”
„Chciałabym wiedzieć, kto nie śpiewał? A ci, którzy twierdzą, że tego nie robili, nie mają pamięci. Musiałam zarabiać na życie.”
„Mój mąż, pułkownik Charles de Ladoucette, którego poślubiłam w 1946 roku, a który wówczas był porucznikiem, należał do siatki ruchu oporu kierowanej przez pułkownika Rémy. To ja, Marjane, finansowo wspierałam tę siatkę.”
„Powiedziano o mnie wiele głupstw, chcieli mnie zniszczyć. (…) Kiedy jest się na szczycie, próbują cię zrzucić, ale po co zaprzeczać, skoro to nieprawda?”

### Odbicie
22 sierpnia 1946 w Paryżu po raz drugi wyszła za mąż za Karola, barona de Ladoucette (1912-2007), pułkownika i giermka Cadre Noir, z którym łączyła ją wspólna pasja do koni. Ze tego związku narodził się Philippe de Ladoucette.
Pod nowym nazwiskiem Marjane („Znalazłam imię Léo, a Marjane było skrótem od Marie-Jeanne. Potem usunęłam Léo, które w Ameryce, gdzie często występowałam, uważano za imię męskie, podobnie we Francji, i zostałam przy Marjane”), próbowała na nowo rozpocząć karierę z Mademoiselle Hortensia Louiguy'a i Jacques'a Plante, Mets deux thunes dans l'bastringue Jeana Constantina, Je veux te dire adieu Charlesa Aznavoura i Gilberta Bécauda oraz swoją interpretacją Sekretnej miłości Doris Day i Monsieur mon passé Léo Ferré. Jednak „nie wytrzymała długo pod ostrzałem krytyki.”
W 1949 roku opuściła scenę, ale dalej nagrywała płyty. Czasami pojawiała się w Brazylii, Stanach Zjednoczonych i Kanadzie, gdzie prowadziła serię muzycznych programów telewizyjnych, które dubbingowała także na język angielski, zatytułowanych Quartiers de Paris / Dzielnice Paryża. Archiwum tych programów znajduje się w Radio-Canada . Ta część jej kariery pozostała nieznana we Francji. W Ameryce odniosła wielki sukces, szczególnie w Quebecu, lecz było już za późno, aby wznowić karierę. W 1954 roku wróciła na scenę w Paryżu, występując w Moulin Rouge. Jacqueline François załatwiła jej kontrakt płytowy z wytwórnią Véga, mimo że jej 33 obrotowa płyta Pathé (1954) nie doczekała się kontynuacji. Śpiewała do 1961 roku, wystąpiła m.in. w Sportpalast w Berlinie, gdzie w programie miała występ z Zarah Leander. Śpiewała także w Niemczech Wschodnich, gdzie towarzyszył jej Chór Armii Czerwonej.

### Wycofanie
Ale zawód się zmieniał. Po powrocie na scenę do Pacra w 1959 r., gdzie utrzymała się na afiszu tylko kilka dni, mimo swoich umiejętności interpretacyjnych, zrozumiała, że jej czas minął: „Kiedy już nie jest godzina, to nie jest godzina. (…) Niektórzy odchodzą za wcześnie, inni za późno. Nie miałam już nic do roboty w tym zawodzie.”  Jednak jej nagrania, których większość znajduje się obecnie w domenie publicznej, są nadal wznawiane jako kompilacje . W 1969 roku podjęła jeszcze krótką próbę powrotu, która nie wywołała żadnego echa, po czym całkowicie zrezygnowała z zawodu i zamknęła się w milczeniu aż do 2001 roku, kiedy to udzieliła wywiadu Martinowi Pénet dla France Musique.

### Kariera filmowa
W 1943 roku Léo Marjane zadebiutowała na ekranie w filmie Feu Nicolas, komedii Jacques’a Houssina z udziałem komika Rellysa. Zaśpiewała tam dwa bluesy napisane przez Loulou Gasté  (przyszłego męża Line Renaud): Saint-Madeleine i ja sprzedaliśmy duszę diabłu.
W 1951 roku zagrała główną rolę w filmie Les Deux Gamines Maurice'a de Canonge, będącym adaptacją melodramatu, który kiedyś wywołał wiele łez wśród widzów. Piosenkarka zaśpiewała dwie piosenki, a następnie zniknęła na trzy czwarte filmu (postać, którą grała, Lise Fleury, zginęła w wypadku lotniczym). Marjane pojawiła się tylko na początku i na końcu.
Wystąpiła w małej roli ulicznej śpiewaczki w filmie Jeana Renoira Helena i mężczyźni (1956), a także użyczyła głosu śpiewaczce kabaretowej we francuskiej wersji filmu Billy'ego Wildera Ariane ( Miłość po południu ) z 1957 roku.

### Emerytura

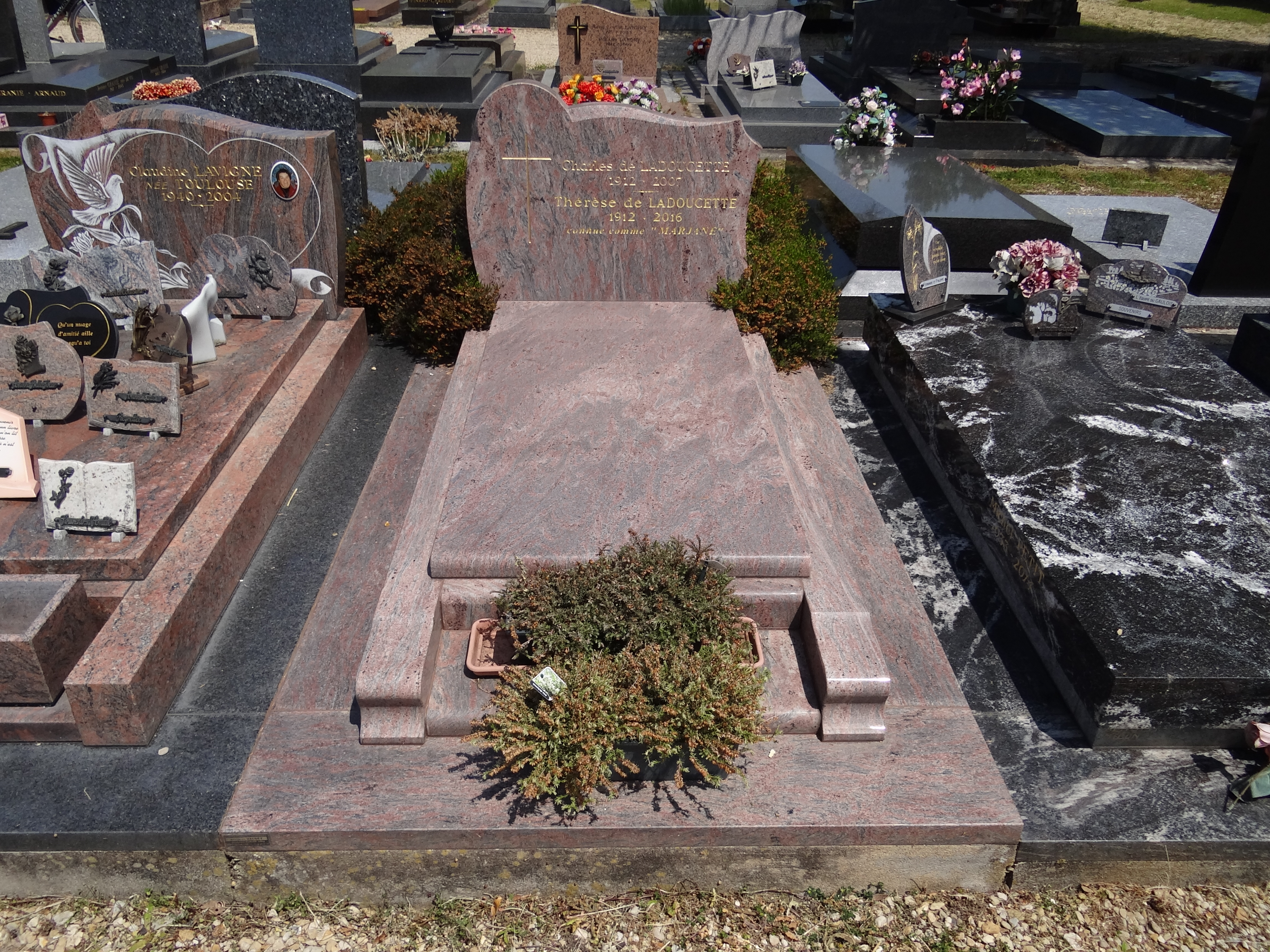
Grób Léo Marjane na cmentarzu w Barbizon (Seine-et-Marne).

Po przejściu na emeryturę Marjane poświęciła się rodzinie i swojej pierwszej pasji, jeździectwu i hodowli koni, w Barbizon, niedaleko Fontainebleau, w regionie Gâtinais. Zmarła na zawał serca 18 grudnia 2016 w tym samym mieście w wieku 104 lat. Została pochowana na cmentarzu komunalnym.

## Utwory wykonywane i/lub nagrywane przez Léo Marjane
Léo Marjane nagrała ponad 180 piosenek dla wytwórni Columbia w 1932r., Ultraphone w 1933 r., następnie Gramophone w latach 1937–1944, Decca France w latach 1946–1953, Pathé-Marconi w latach 1954/55 i Véga dla swoich ostatnich utworów.